# The Coverups
The Coverups — американський кавер-гурт, який є сайд-проектом для учасників гурту Green Day, Біллі Джо Армстронга та Майка Дернта.

## Історія
Гурт The Coverups засновано у січні 2018 року для виконання кавер-версій пісень. Гурт складається з гітаристів Армстронга та Дернта, а також кількох музикантів із гурту Green Day, таких як гастрольний гітарист Джейсон Вайт, аудіоінженер Кріс Дуган на барабанах і тур-менеджер Білл Шнайдер на бас-гітарі. Вайт, Армстронг і Дернт — провідні вокалісти.
15 та 29 січня 2018 року гурт The Coverups дав свої перші концерти в Ivy Room в Олбані, Каліфорнія.
Попри те, що гурт офіційно не гастролював і не записувався, вони спорадично виступають з одноразовими концертами, зазвичай у невеликих клубах. Деякі концерти не оголошуються, як-от їхній третій виступ наживо у Сан-Франциско 8 березня 2018 року.
31 грудня 2023 року гурт The Coverups влаштував новорічний концерт в театрі El Rey в Лос-Анджелесі, на користь Project Chimps, некомерційного заповідника для шимпанзе в Моргантоні, штат Джорджія.
Вони зіграли 2 концерти в Лондоні 27 лютого та 1 березня 2024 року. Концерти відбулися в музичних клубах The Garage та 100 Club. Кортні Лав приєдналася до них на концерті в музичному клубі The Garage.

## Учасники гурту
- Біллі Джо Армстронг (Billie Joe Armstrong) — головний вокал, гітара (2018–теперішній час)
- Майк Дернт (Mike Dirnt) — вокал, гітара (2018–теперішній час)
- Джейсон Вайт (Jason White) — вокал, гітара (2018–теперішній час)
- Білл Шнайдер (Bill Schneider) — вокал, бас (2018–теперішній час)
- Грег Шнайдер (Greg Schneider) — бас, гітара, вокал (2018–теперішній час)
- Кріс Дуган (Chris Dugan) — ударні (2018–теперішній час)

## Дивись також
- Me First and the Gimme Gimmes
- Foxboro Hot Tubs